# 蒙克雷松
蒙克雷松（法語：Montcresson，法語發音：[mɔ̃kʁesɔ̃]）是法国卢瓦雷省的一个市镇，属于蒙塔日区。该市镇总面积21平方公里，2009年时的人口为1310人。

## 人口
蒙克雷松人口变化图示